# Yakov Rylsky
Yakov Rylsky (n. 25 octombrie 1928, Shemonaikha District⁠(d), Kazahstanul de Est, Kazahstan – d. 9 decembrie 1999, Moscova, Rusia) a fost un scrimer ce a reprezentat Uniunea Republicilor Sovietice Socialiste, medaliat olimpic. A participat la 3 ediții ale Jocurilor Olimpice (1956, 1960, 1964) în care a câștigat o medalie de aur și o medalie de bronz.